# Winkelstraat

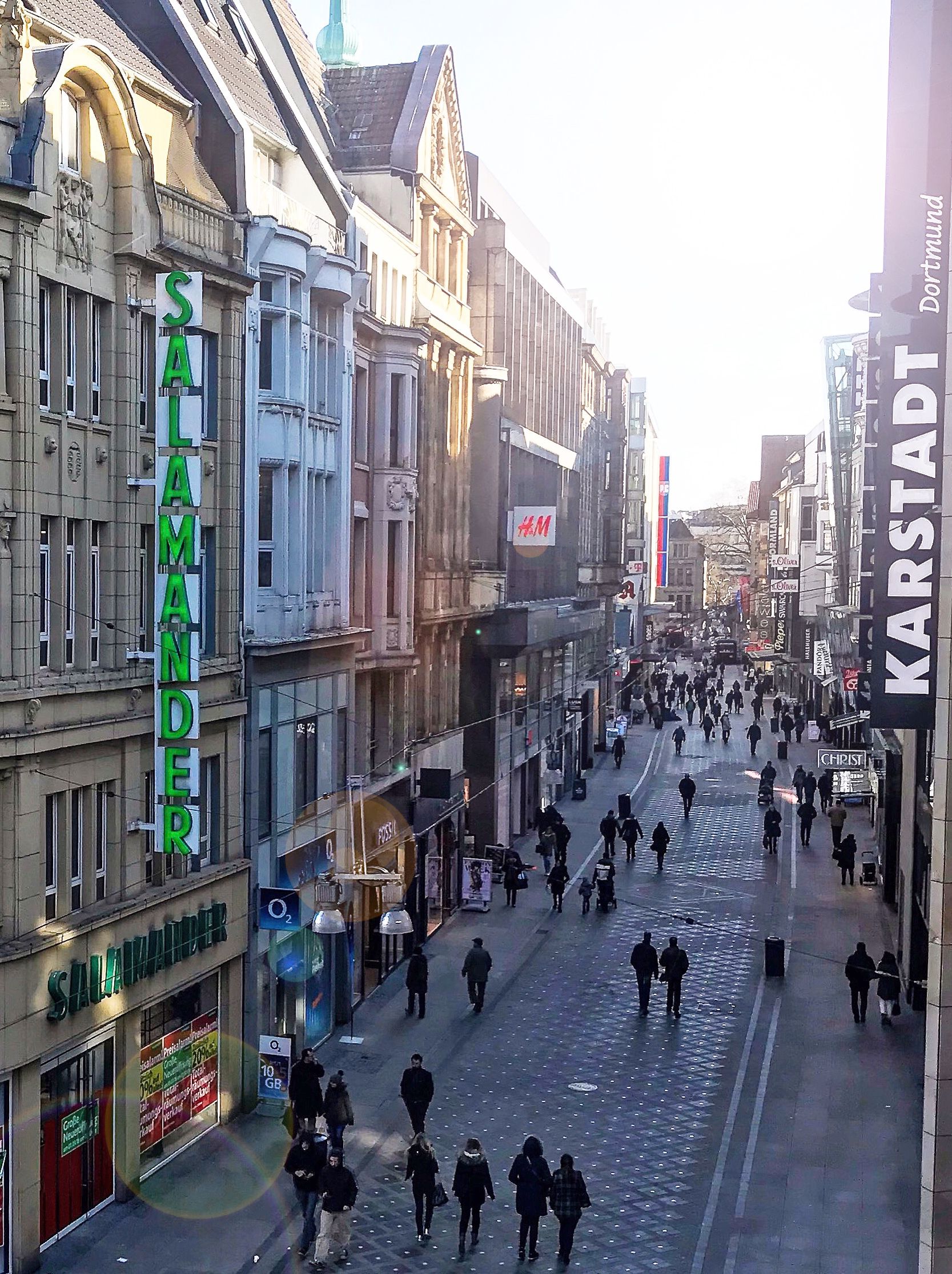
Winkelstraat Westenhellweg in Dortmund, Duitsland

De Kalverstraat in Amsterdam

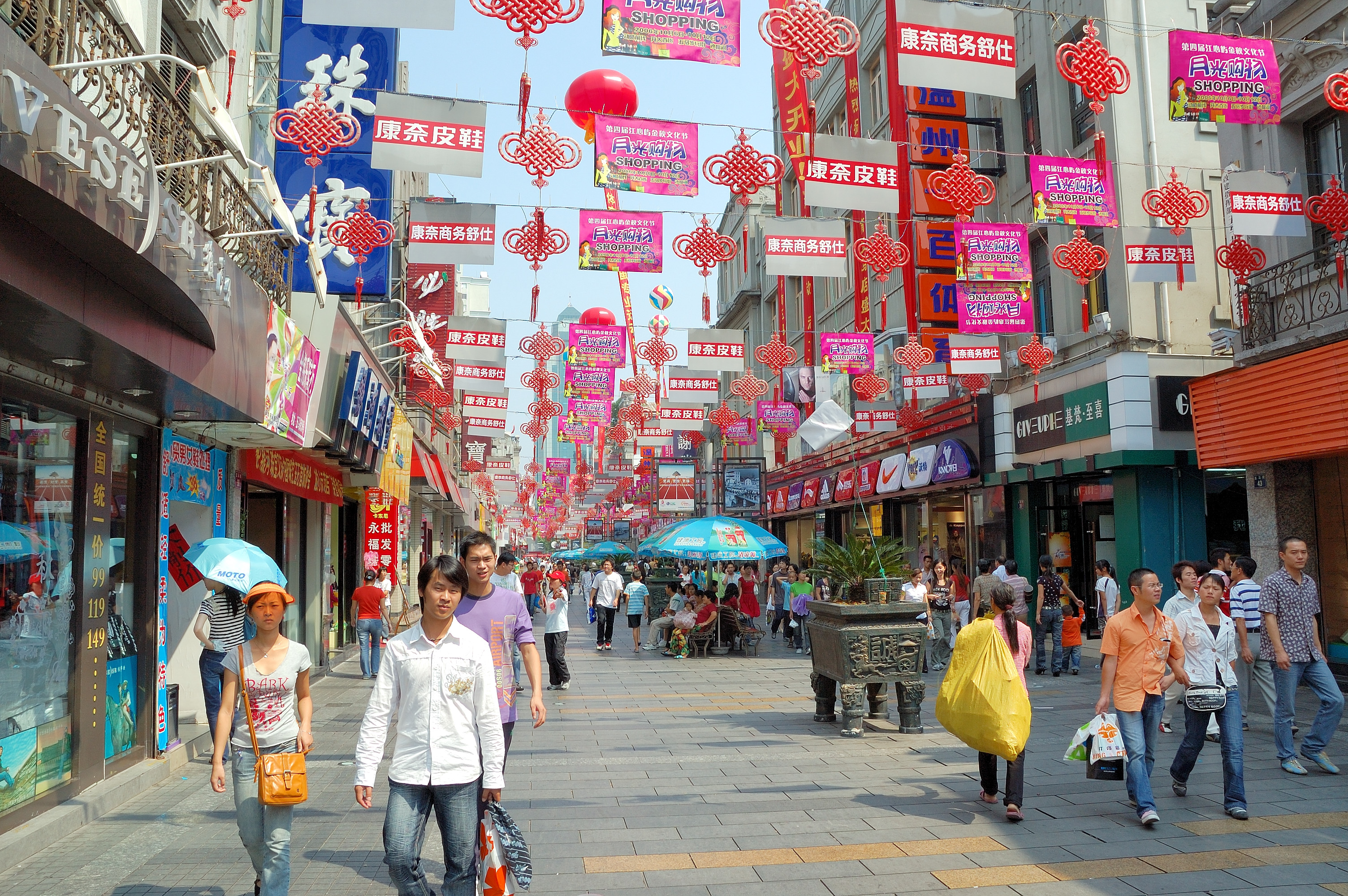
Winkelstraat in Wenzhou

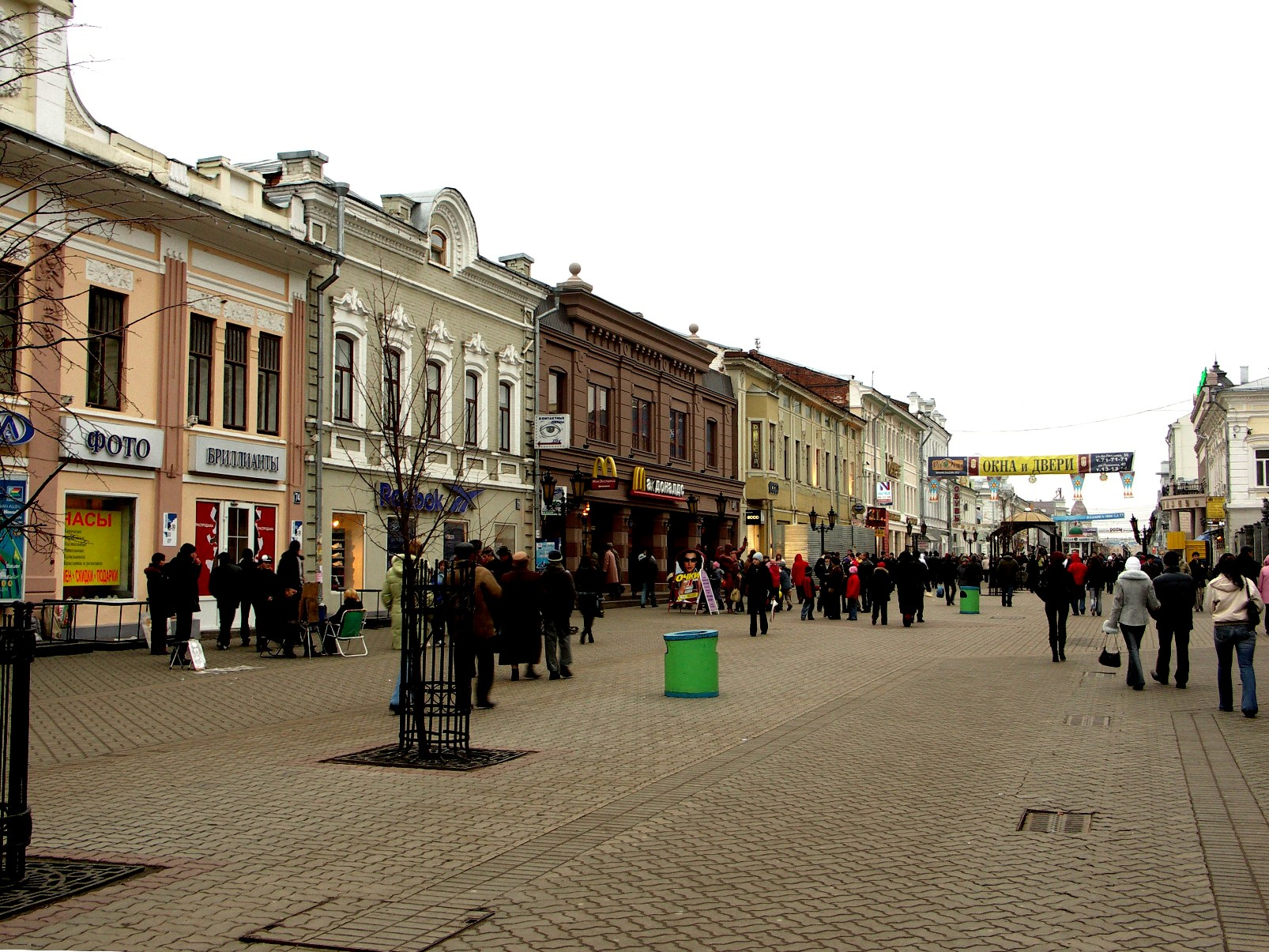
Bauman Street, Kazan

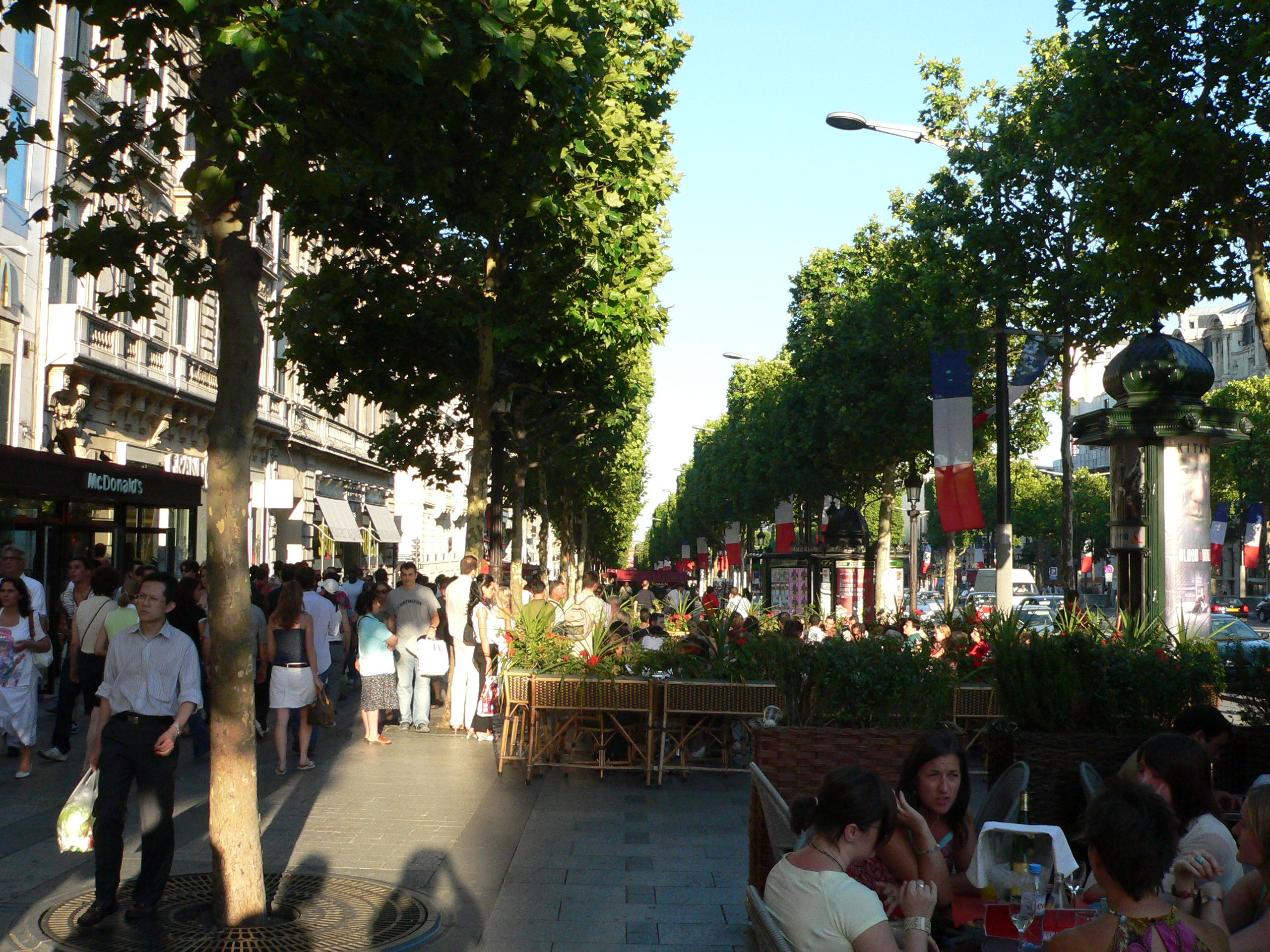
Avenue des Champs-Élysées, Parijs

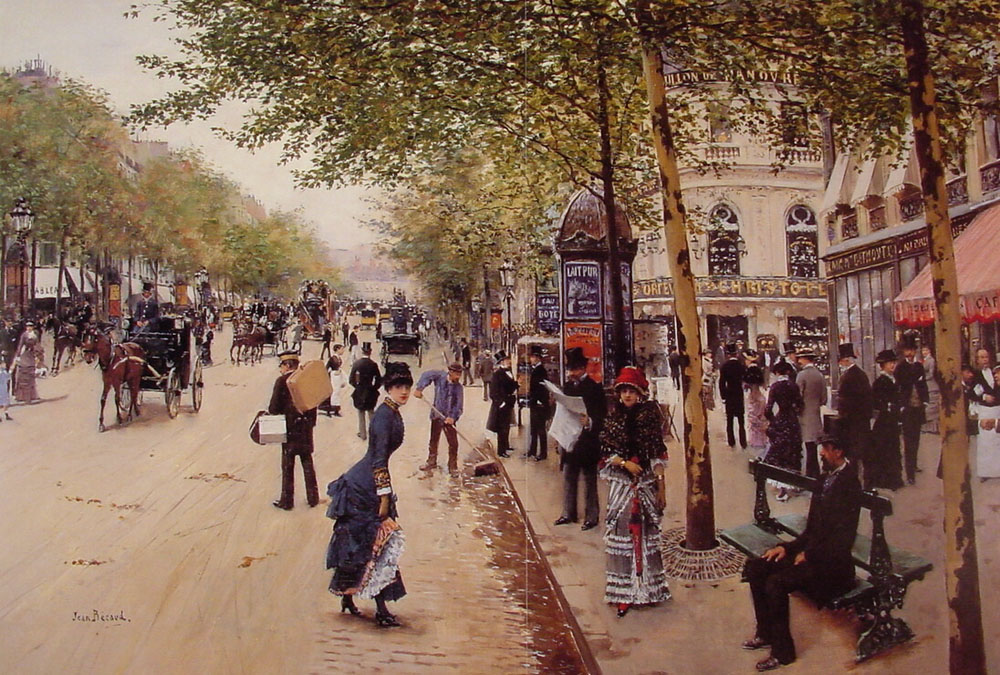
Boulevard des Capucines, Parijs, circa 1880, door Jean Béraud

Een winkelstraat is een openbare straat waar de meeste panden uit winkels bestaan. Veelal ligt zo'n straat in het centrum van een stad of dorp. In nieuwbouwwijken worden meestal geen winkelstraten meer ingericht. De trend sinds het laatste kwart van de twintigste eeuw is winkelcentra te bouwen, winkels gebouwd om een centraal plein, al dan niet overdekt.
Winkelstraten zijn in steden vaak verkeersvrij, hetzij permanent, hetzij een deel van de dag, zodat de winkelende mensen ongestoord rond kunnen kuieren. Tijdens feestdagen zoals kerstmis worden ze vaak versierd met kerstverlichting.
De eerste winkels (taberna geheten) ontstonden in de derde eeuw voor Christus in Rome. Daarop ontstonden ook clusters van winkels. Bij het Forum van Trajanus bestond een complex met 150 winkels.

## Duurste winkelstraten
De duurste winkelstraat in Nederland(in 2022, 2023, 2024) is de P.C. Hooftstraat in Amsterdam waar de huur van een winkelpand gemiddeld 2800 Euro per vierkante meter per jaar bedraagt. Daarmee is het de op 17 na duurste winkelstraat ter wereld. De duurste is de Via Montenapoleone in Milaan met 20.000 Euro/m2/jaar. Op No. 2 en 3 staan respectievelijk de Upper 5th Avenue in New York (omgerekend 19.537 Euro/m2/jaar) en New Bond Street in Londen (17.210 Euro).

## Europa

### België
- Oude Vest -Dendermonde
- Stationsstraat - Sint-Niklaas
- Meir - Antwerpen
- Nieuwstraat - Aalst
- Steenstraat - Brugge
- Nieuwstraat - Brussel
- Veldstraat - Gent
- Voldersstraat - Gent
- Lange Steenstraat - Kortrijk
- Bondgenotenlaan - Leuven
- Bruul - Mechelen
- Kapellestraat - Oostende
- Ooststraat - Roeselare

### Frankrijk

#### Parijs
- Avenue des Champs-Élysées
- Boulevard Haussmann met Galeries Lafayette
- Rue de Rivoli
- Avenue Montaigne
- Boulevard des Italiens
- Rue du Faubourg-Saint Honoré

#### Lyon
- Rue de la République

### Nederland

#### Amsterdam
- Kalverstraat
- Leidsestraat
- Nieuwendijk
- Rokin
- P.C. Hooftstraat
- Haarlemmerdijk

#### Rotterdam
- Hoogstraat
- Coolsingel
- Lijnbaan
- Koopgoot

#### Den Haag
- Grote Marktstraat
- Spuistraat
- Wagenstraat
- Keizerstraat (Scheveningen)

#### Overig
- Langestraat  - Amersfoort
- Laat en Langestraat - Alkmaar
- Ketelstraat en Steenstraat - Arnhem
- Ginnekenstraat - Breda
- Voorstraat - Dordrecht
- Demer - Eindhoven
- Langestraat  -  Enschede
- Herestraat - Groningen
- Grote Houtstraat - Haarlem
- Grote Noord - Hoorn
- Haarlemmerstraat - Leiden
- Grote Staat en Stokstraat - Maastricht
- Lange Hezelstraat - Nijmegen
- Heuvelstraat - Tilburg
- Steenweg - Utrecht
- Diezerstraat - Zwolle

### Duitsland
- Westenhellweg en Ostenhellweg in Dortmund
- Friedrichstraße en de Kurfürstendamm met Kaufhaus des Westens (KaDeWe) in Berlijn
- Königsallee en Schadowstraße in Düsseldorf
- Zeil en Goethestraße in Frankfurt am Main
- Kirchgasse en Wilhelmstraße in Wiesbaden

### Turkije

#### Istanboel
- Istiklal Caddesi
- Bagdat Caddesi

### Verenigd Koninkrijk

#### Londen
- Bond Street
- Oxford Street
- Regent Street
- Carnaby Street

### Zweden

#### Stockholm
- Drottninggatan
- Biblioteksgatan

#### Göteborg
- Avenyn

## Noord-Amerika

### New York
- Fifth Avenue
- Madison Avenue

## China
- Nanjing Lu, Shanghai